# 호아킨 바스케스
호아킨 바스케스 페르난데스(스페인어: Joaquín Vázquez Fernández; 1897년 8월 26일, 에스트레마두라 주 바다호스 ~ 1965년 10월 21일)는 스페인의 전직 축구 선수이다. 그는 1920 올림픽에 참가했다.

## 국가대표팀 경력
그는 1920 올림픽의 축구 대회에서 은메달을 획득한 스페인의 원년 선수단원이다..
그는 벨기에 안트베르펜에서 열린 이 대회에서 1-3으로 패한 벨기에와의 경기에 출전했다. 벨기에는 나중에 이 대회 금메달의 주인공이 되었다.

## 사생활
페르난데스는 바다호스 출신이다.

## 수상

### 클럽
레알 우니온
- 코파 데 에스파냐: 1918, 1924

### 국가대표팀
스페인
- 올림픽 은메달: 1920

### 일반
- 호아킨 바스케스 databaseOlympics (보존)
- Evans, Hilary; Gjerde, Arild; Heijmans, Jeroen; Mallon, Bill. “호아킨 바스케스”. 《Olympics at Sports-Reference.com》. Sports Reference LLC. 2013년 2월 7일에 원본 문서에서 보존된 문서.

### 상세
1. ↑  호아킨 바스케스 보관됨 2017-09-05 - 웨이백 머신 - sports-reference.com (영어)
2. ↑  호아킨 바스케스 - eu-football.info (영어)